# José María Rivas
José María Rivas (12. května 1958, San Salvador – 9. ledna 2016) byl salvadorský fotbalový útočník. Zemřel 9. ledna 2016 ve věku 57 let na leukemii.

## Fotbalová kariéra
Byl členem salvadorské reprezentace na Mistrovství světa ve fotbale 1982, nastoupil ve všech 3 utkáních. Na klubové úrovni hrál za Independiente San Vicente, Atlético Marte San Salvador, Cojutepeque FC a Huracan Atiquizaya.